# Catarama
Catarama är en ort i Ecuador.   Den ligger i provinsen Los Ríos, i den centrala delen av landet, 180 km sydväst om huvudstaden Quito. Catarama ligger 17 meter över havet och antalet invånare är 9 723.
Terrängen runt Catarama är platt. Runt Catarama är det ganska tätbefolkat, med 54 invånare per kvadratkilometer. Närmaste större samhälle är Ventanas, 14,8 km norr om Catarama. I omgivningarna runt Catarama växer i huvudsak städsegrön lövskog.